# Haucana
Haucana es un pico montañoso en los Andes bolivianos, ubicado al este del lago Titicaca y al norte de la sede del gobierno, La Paz. Con una altura de 6.200 metros sobre el nivel del mar, Haucana es 227 metros más bajo que el Nevado Ancohuma, dos kilómetros al norte, que es la cuarta montaña más alta de Bolivia y la segunda más alta de la Cordillera Real. El Haucana y el Ancohuma están conectados por una arista y pertenecen ambos al macizo del Illampu.

## Geografía
La Cordillera Real está formada por rocas plutónicas del Paleozoico, en las que penetraron más plutonitas durante el período Mesozoico y Terciario. Estas plutonitas quedaron expuestas por la erosión en los períodos Terciario y Cuaternario y ahora forman las cimas del macizo de Illampú.
El pico Haucana, al igual que el Ancohuma, está cubierto de nieve todo el año, con la línea de nieve a 5200 m s. n. m.